# Лагодехи
Лагоде́хи (груз. ლაგოდეხი) — небольшой город (до 1962 года — посёлок), центр Лагодехского муниципалитета в Кахетинском регионе Грузии, находящийся на реке Лагодехи (приток Алазани), в 38 км к северо-востоку от станции Цнорис-Цхали (конечный пункт железнодорожной ветви от линии Тбилиси — Телави). 5918 жителей (2014). В городе работают табачно-ферментационный, плодоягодных вин, винодельческий, консервный, эфирномасличный заводы. Также есть сельскохозяйственный техникум.
Район находится на границе с Балакенским районом Азербайджана.
Недалеко от города находится Лагодехский заповедник, учреждённый в 1912 году, с площадью 24 000 га. С недавнего времени преобразован в национальный парк.

## История
Поселение на месте нынешнего Лагодехи было основано в VIII веке, когда по повелению эрисмтавара Арчила I была построена крепость Лакуасти. В конце IX — начале X веков на горе, близ крепости была построена трёхнефная базилика, при которой впоследствии действовал монастырь. После нашествия Шах-Аббаса (1610-е годы) территория Лагодехи была опустошена. 
В 1830 году, как опорный пост на Лезгинской кордонной линии, было основано военное поселение Лагодехи. В 1857 году около поста поселились первые гражданские жители из вышедших в отставку солдат. С 1862 года в Лагодехи был расквартирован Тифлисский гренадерский полк, который там располагался до 1877 года. С 1864 по 1897 год шло строительство православной церкви во имя Покрова Пресвятой Богородицы на средства Тифлисского гренадерского полка. В 1886 году этот полк был вновь на короткое время в Лагодехах и продолжал постройку церкви. 
В 1912 году был основан Лагодехский заповедник (основой для него стал полковой ботанический сад, заложенный Людвиком Млокосевичем). По состоянию на 1890 год в городе имелась каменная армянская и католическая церкви.
Лагодехи оставался городом военных и в советское время: с 1962 года в центре города располагалась 12-я отдельная бригада специального назначения.

## Известные уроженцы, жители
- Рафаэль Сергеевич Гваладзе (род. 1 января 1948) — азербайджанский государственный деятель. Судья Конституционного суда Азербайджана.
- Эдуард Тигранович Оганезов (03.04.1919 — 04.08.1995) — проектировщик предприятий по добыче полезных ископаемых, лауреат Ленинской премии.

## Галерея
- Граница Лагодехского и Балакенского района Азербайджана
- Бывшая казарма
- Церковь Казанской иконы Божией Матери (бывшая полковая церковь Покрова Пресвятой Богородицы)
- Национальный парк Лагодехи